# ويلهلم كيلر
ويلهلم كيلر (بالألمانية: Wilhelm Keller) (و. 1900 – 1979 م) هو مؤلف، ومترجم، وكاتب، ومصمم رقص، من ألمانيا، ولد في كونستانس، توفي في ريو دي جانيرو، عن عمر يناهز 79 عاماً.

## جوائز
حصل على جوائز منها:
- ضابط الصليب من وسام استحقاق جمهورية ألمانيا الاتحادية
- وسام الصليب الجنوبي.